# Герасівка

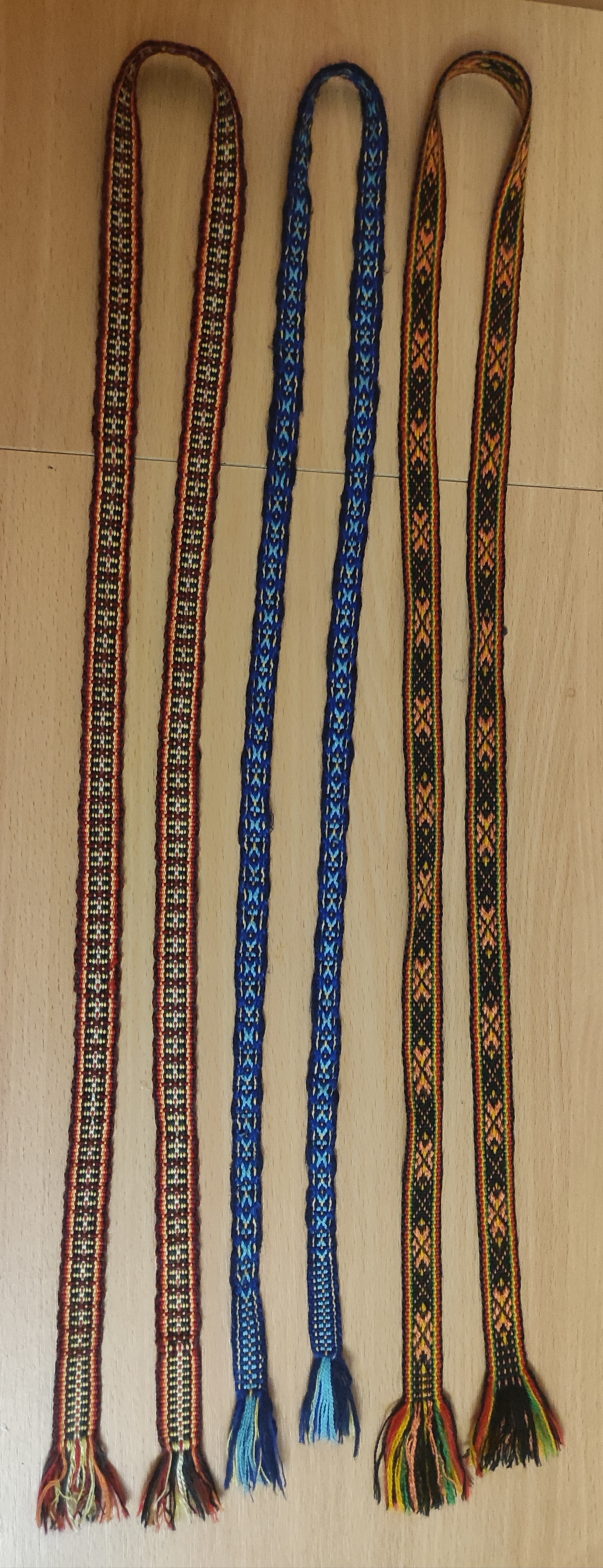
Бойківські герасівки

Герасівка — вишивана стрічка, елемент галицького одягу.
Герасівка має ширину 1-2 см, довжину — 30-50 см. Найчастіше двоколірна.
Герасівки носять дівчата підв'язуючи волосся, вплітаючи в коси. Чоловіки носять замість краваток, зав'язуючи на звичайний «бантик» попід комірець..